# Monodiamesa bathyphila
Monodiamesa bathyphila är en tvåvingeart som först beskrevs av Jean-Jacques Kieffer 1918.  Monodiamesa bathyphila ingår i släktet Monodiamesa och familjen fjädermyggor. Arten är reproducerande i Sverige. Inga underarter finns listade i Catalogue of Life.